# Denton Hall

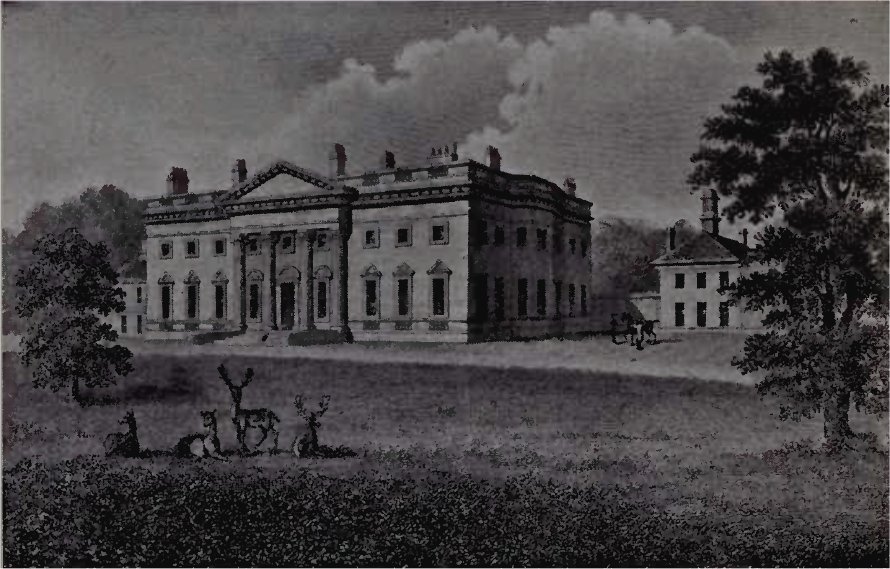
Denton Hall, vers l'an 1800

Denton Hall est une maison de campagne anglaise située au nord de la Wharfe à Denton, entre Otley et Ilkley. La maison fait partie du domaine Denton, lequel compte 10 km2, ce qui inclut un village, une église, et des jardins à l'anglaise.